# Epilobium alpestre
Espèce
Classification phylogénétique
Epilobium alpestre, l'épilobe des Alpes, est une espèce de plantes à fleurs de la famille des Onagraceae. C'est une plante herbacée vivace trouvée en Europe, principalement dans les Alpes, et dans l'ouest de l'Asie.